# Хольм, Ингебригт
Ингебригт Кристиан Хольм (норв. Ingebrigt Christian Holm; 20 октября 1844 — 19 ноября 1918) — норвежский врач, пульмонолог, популяризатор бальнеотерапии, предприниматель, основатель нескольких отелей рекреационного и санаторного типа.

## Биография

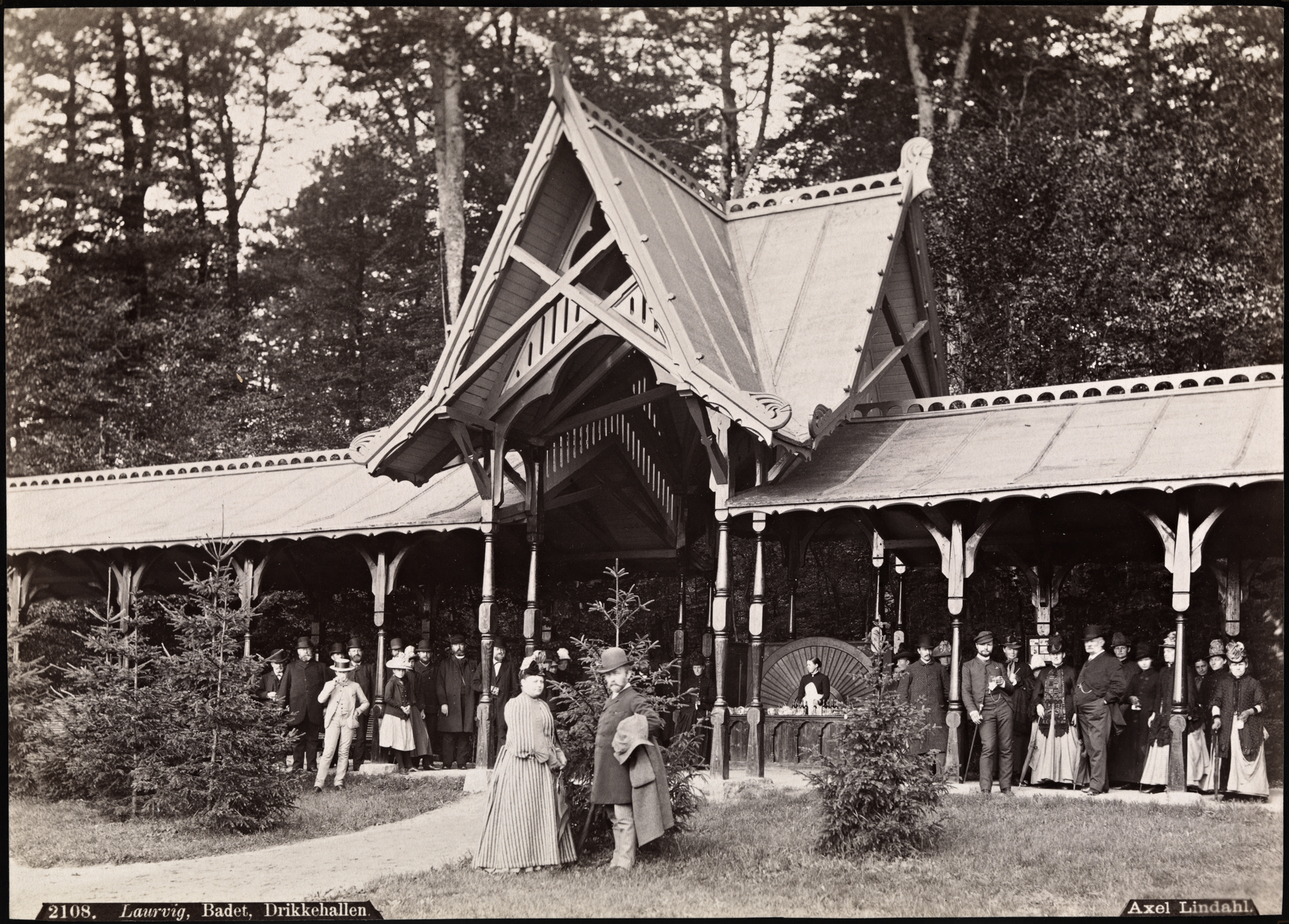
Ларвик, постояльцы И. Хольма за распитием лечебной воды, фото Акселя Линдаля 1880—90-е годы

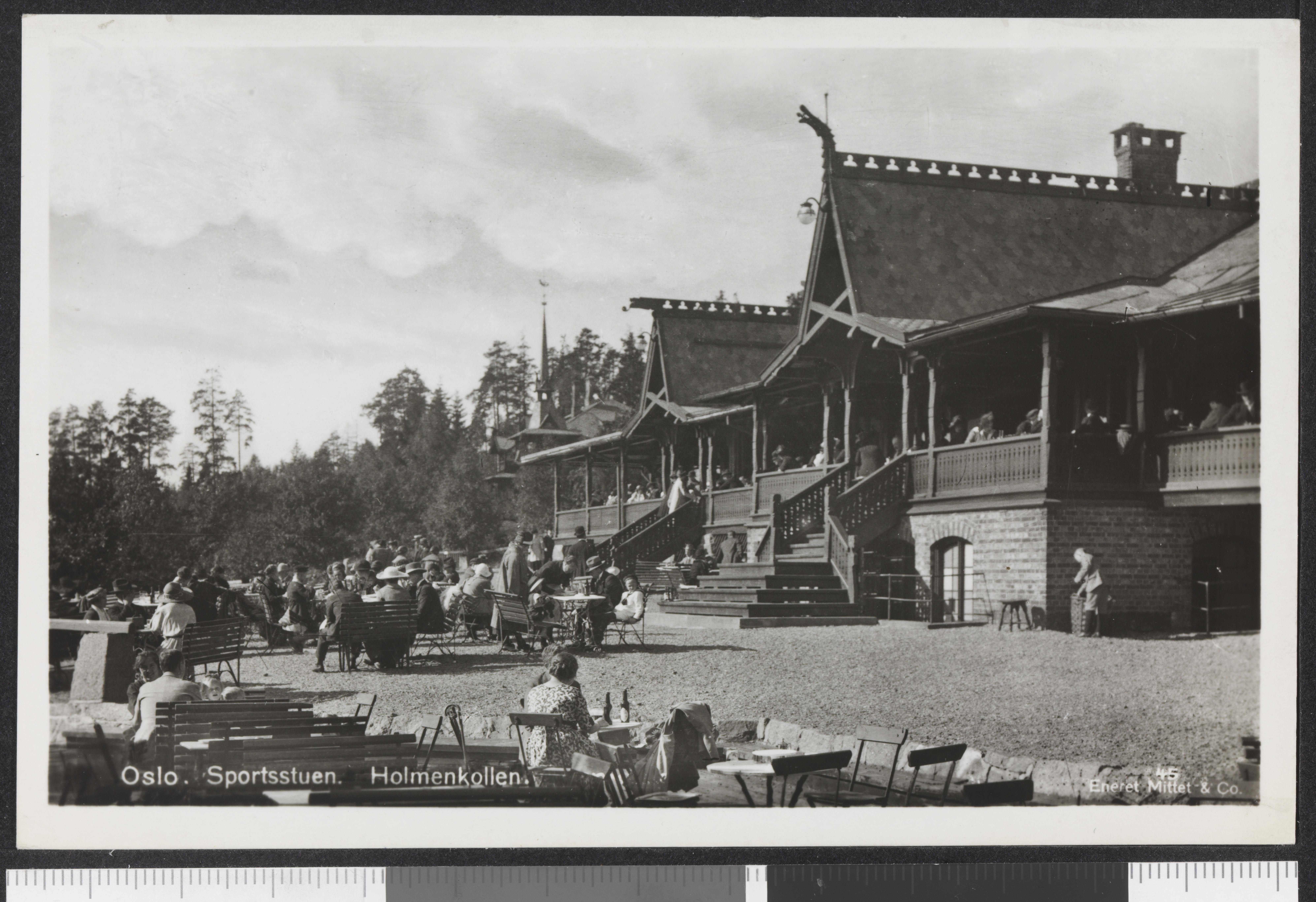
Хольменколлен, Спортсстуэн, летний сезон, фото 1890—1900-е годы

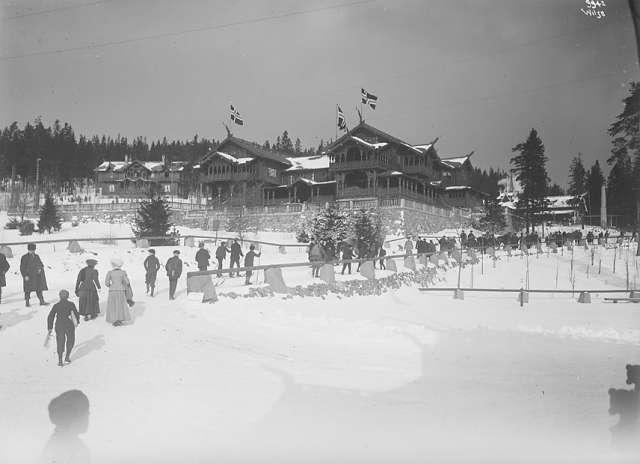
Хольменколлен, Туристхотел II, зимний сезон, фото 1890—1900-е годы

Родители Ингебригта Кристиана Хольма отец кожевенный мастер Йон Ольсен (1808—1846) и мать Сара Элизабет Лунд (1810—1848) умерли, когда ему не было и четырёх лет. Ингебригт воспитывался в семье дяди — судовладельца из Шиена Карла Кристиана Хольма. В 1868 году Ингебригт сменил фамилию Лунд (Lund) на Хольм (Holm).
В 1864 году Ингебригт Хольм окончил школу, затем обучался в университете в Христиании. В 1872 году получил диплом, и с 1873 года занимался частной практикой в Ларвике. В 1875—1876 годах Ингебригт Хольм нашёл в окрестностях реки Фарриселва нескольких источников минеральной воды, богатой щелочью и другими элементами. Он активно практиковал употребление минеральной воды в лечении различных заболеваний своих пациентов.
Бальнео-курорты в окрестностях Ларвика существовали с 1840-х годов. В 1880 году Ингебригт Хольм открыл свой санаторный комплекс, получивший известность под названием «Larvik (Laurvig) Bads Kurhus og Koldtvandsanstalt». Для развития дела Ингебригт Хольм привлек представителя датско-норвежской аристократической фамилии Тресков (Treschow)  Микаэля Трескова, обладавшего финансовыми ресурсами и правами собственности на землю.
В связи со строительством железной дороги санаторий был перенесён в другой район Ларвика. Новый санаторный комплекс был открыт в 1883 году. Он мог принимать одновременно до трёхсот гостей, и включал купальни, спа-салон, столовую, музыкальный зал, библиотеку, бильярдную и питьевой павильон. Частым посетителем «Ларвик Бад» был лауреат Нобелевской премии по литературе Бьёрнстьерне Бьёрнсон. Архитекторами проекта были Хольм Мюнте и Хенрик Ниссен. «Ларвик Бад» был выполнен с национальными особенностями и оказал влияние на развитие направления в деревянной архитектуре под названием драгестиль.
Санаторий в Ларвике работал в летние месяцы, зимой Хольм вёл приём больных с заболеваниями дыхательной системы в Христиании. Также в 1883 году по проекту Мюнте и Ниссена в Вике, пригород Осло, по заказу Ингебригта Хольма был построен купальный комплекс «Христиания Бад». Купальни были популярны среди жителей с высоким достатком. В 1904 году там покончил жизнь самоубийством норвежский поэт Пер Силве, застрелившись из револьвера.
В 1907 году при участии Ингебригта Хольма Вестфолльская пивоварня наладила розлив и сбыт бутилированной воды под названием «Salus». В 1912 году в Ларвике был построен отдельный завод по розливу минеральной воды из источников. В 1915 году название древнеримской богини здоровья Салюс, было заменено на «Farris» в честь одноимённого озера. Бренд Farris один из лидеров на рынке Норвегии, и вероятно является самым старым брендом в стране. С 1993 года он принадлежит пивоваренной компании Рингнес.
В 1888 году Ингебригт Хольм, мэр Христиании Эвальд Рюгх и директор по дорожному строительству Ханс Краг учредили общество по освоению необжитых территорий Хольменколлен и Воксенколлен. Общество приобрело 400 акров в Хольменколлене и 200 акров в Воксенколлене. Ингебригт Хольм выкупил в Хольменколлене 100 акров в единоличную собственность и начал на ней строительство.
В Хольменколлене были построены ряд зданий по проектам архитекторов Хольма Мюнте, Бальтазара Ланге и Уле Сверре, все постройки были возведены в архитектурном стиле драгестиль, как и санаторий в Ларвике. Изначально в 1889 году были построены гостевой дом «Пейсестуэн» у пруда для лодочных прогулок и «Хольменколлен Туристхотел». В 1891 году был построен «Спортсстуэн» для занятия спортом, в основном для катания на лыжах, сейчас это «Хольменколлен ресторан». Эти здания были построены по проектам Хольма Мюнте. В 1894 году по проекту Бальтазара Ланге был построен «Хольменколлен Санаториум», который был предназначен для санаторного лечения гостей с заболеваниями дыхательной системы и профилактики туберкулёза. В 1895 году «Хольменколлен Туристхотел» был уничтожен огнём. В 1896 году по проекту Уле Сверре был построен «Хольменколлен Туристхотел II», он был уничтожен огнём в 1909 году.
Здание «Хольменколлен Санаториум» по проекту Бальтазара Ланге из трёх основных единственное сохранилось до наших дней, сейчас это Отель Холменколлен Парк. Также была построена личная вилла доктора Хольма «Вилла Фагерли», она не сохранилась и её авторство неизвестно. В 1903 году была построена часовня по проекту архитектора Хольгера Синдинга-Ларсена.
В 1897 году при финансовом участии братьев Амунда и Эллефа Рингнес, основателей одноимённой пивоваренной компании, Ингебригт Хольм инициировал строительство «Воксенколлен Санаториума». Строительство было закончено в 1900 году. Архитектором проекта был Уле Сверре, здание было построено из дерева в смешанном стиле под влиянием модерна.Здание имело более 100 номеров и использовалось как обычный туристический отель, и как балнеотерапевтический санаторий для отдыха и оздоровления. Частым гостем здесь был Эдвард Григ, он был в приятельских отношениях с Хольмом. Григ дал неформальное название санаторию «Сория Мория», что в норвежском фольклоре название прекрасного замка троллей, где они укрываются от людей.
В 1905 году «Воксенколлен Санаториума» понёс серьёзные финансовые убытки, и в 1909 Ингебригт Хольм покинул проект. В 1919 году здание сгорело при пожаре. Газеты писали, что полиция рассматривала версию о поджоге с целью получения страховых выплат. В 1983 году на старом фундаменте был построен конференц-центр для Норвежской ассоциации врачей.
В 1909 году Хольм открыл «Отель Доктора Хольма» в Гейло, выбор места был связан со строительством железнодорожного участка между Осло и Бергеном. Отель расположен в непосредственной близости к железной дороге, а открытие состоялось 27 ноября, в тот же день когда Король Хокон VII торжество открыл новый участок железной дороги. В 1916 году Хольм продал отель, с тех пор он сменил многих хозяев и действует в наше время, являясь популярным горнолыжным курортом. Во время второй Мировой войны отель был оккупирован нацистами, там располагалось отделение организации Лебенсборн.
В 1916 году Хольм открыл отель «Хольм Борг» в районе Осло Виттаколлене, где он скончался спустя два года.
Ингебригт Хольм был дважды женат. В 1873—1903 годах на Йозефине Амалии Якобсен (1850—1903). В этом браке родились два сына, старший был архитектором, а младший банкиром. От младшего сына внук — норвежский архитектор Арне Э. Хольм. В 1904 году, после того как стал вдовцом, Ингебригт Хольм женился на шведской оперной певице Рут Холльстен (1874—1971), дочери начальника пожарной охраны Стокгольма Элиса Бруно Холльстена.
Ингебригт Хольм был членом Норвежской ассоциации врачей, принимал активное участие в её деятельности. Был почётным членом Шведской ассоциации врачей. Написал множество научных работ по бальнеотерапии. Ингебригт Хольм был награждён норвежским орденом Святого Олафа 1-го класса, шведским орденом Васы, французским орденом Почётного легиона. В честь доктора Хольма названы улицы в Ларвике и Хольменколлене (Осло).